# ميخائيل نورمان
ميخائيل نورمان (17 أغسطس 1952 في أستراليا - ) (بالإنجليزية: Michael Norman)‏ هو لاعب كريكت أسترالي. لعب مع فريق تسمانيا للكريكت.

## وصلات خارجية
- ميخائيل نورمان على موقع إي آس بي آن كريك إنفو (الإنجليزية)